# Phaenobezzia spekei
Phaenobezzia spekei är en tvåvingeart som först beskrevs av John William Scott Macfie 1939.  Phaenobezzia spekei ingår i släktet Phaenobezzia och familjen svidknott.
Artens utbredningsområde är Uganda. Inga underarter finns listade i Catalogue of Life.